# Liste des présidents bulgares
Cette liste des chefs d'État bulgares fait suite à la liste des souverains bulgares.

## République populaire de Bulgarie
Le chef de l'État porte successivement le titre de :
- président de la Présidence provisoire de la République (1946-1947) ;
- président du Présidium de l'Assemblée nationale (1947-1971) ;
- président du Conseil d'État (1971-1990) ;
- président de la République (1990).

### Président de la Présidence provisoire de la République
| Nom            | Début du mandat   | Fin du mandat    | Parti                          |
| -------------- | ----------------- | ---------------- | ------------------------------ |
| Vassil Kolarov | 15 septembre 1946 | 9 décembre 1947, | Parti communiste bulgare (PCB) |

### Présidents du Présidium de l'Assemblée nationale
| Nom                | Début mandat     | Fin mandat       | Parti                          | Notes       |
| ------------------ | ---------------- | ---------------- | ------------------------------ | ----------- |
| Mintcho Netchev    | 9 décembre 1947  | 27 mai 1950      | Parti communiste bulgare (PCB) |             |
| Gueorgui Damianov  | 27 mai 1950      | 27 novembre 1958 | Parti communiste bulgare (PCB) |             |
| Gueorgui Koulichev | 27 novembre 1958 | 30 novembre 1958 | Parti communiste bulgare (PCB) | par intérim |
| Nikolay Georgiev   | 27 novembre 1958 | 30 novembre 1958 | Parti communiste bulgare (PCB) | par intérim |
| Dimitar Ganev      | 30 novembre 1958 | 20 avril 1964    | Parti communiste bulgare (PCB) |             |
| Gueorgui Koulichev | 20 avril 1964    | 23 avril 1964    | Parti communiste bulgare (PCB) | par intérim |
| Nikolay Georgiev   | 20 avril 1964    | 23 avril 1964    | Parti communiste bulgare (PCB) | par intérim |
| Gueorgui Traikov   | 23 avril 1964    | 7 juillet 1971   | Parti communiste bulgare (PCB) |             |

### Présidents du Conseil d'État
| Nom            | Début du mandat  | Fin du mandat    | Parti                          |
| -------------- | ---------------- | ---------------- | ------------------------------ |
| Todor Jivkov   | 8 juillet 1971   | 17 novembre 1989 | Parti communiste bulgare (PCB) |
| Petar Mladenov | 17 novembre 1989 | 3 avril 1990     | Parti communiste bulgare (PCB) |

### Présidents de la République
| Nom             | Début du mandat | Fin du mandat    | Parti                                | Notes       |
| --------------- | --------------- | ---------------- | ------------------------------------ | ----------- |
| Petar Mladenov  | 3 avril 1990    | 6 juillet 1990   | Parti socialiste bulgare (PSB)       |             |
| Stanko Todorov  | 6 juillet 1990  | 17 juillet 1990  | Parti socialiste bulgare (PSB)       | par intérim |
| Nikolaï Todorov | 17 juillet 1990 | 1er août 1990    | Indépendant                          | par intérim |
| Jeliou Jelev    | 1er août 1990   | 15 novembre 1990 | Union des forces démocratiques (UFD) |             |

## République de Bulgarie

### Présidents de la République
| Portrait | Portrait | Nom               | Élections | Début du mandat  | Fin du mandat   | Parti       |
| -------- | -------- | ----------------- | --------- | ---------------- | --------------- | ----------- |
|          |          | Jeliou Jelev      | 1990 1992 | 15 novembre 1990 | 22 janvier 1997 | SDS         |
|          |          | Petar Stoyanov    | 1996      | 22 janvier 1997  | 22 janvier 2002 | SDS         |
|          |          | Gueorgui Parvanov | 2001 2006 | 22 janvier 2002  | 22 janvier 2012 | BSP         |
|          |          | Rossen Plevneliev | 2011      | 22 janvier 2012  | 22 janvier 2017 | GERB        |
|          |          | Roumen Radev      | 2016 2021 | 22 janvier 2017  | en fonction     | Indépendant |